# Gregory W. Carman
Gregory Wright Carman (ur. 31 stycznia 1937 w Farmingdale, zm. 5 kwietnia 2020 w Melville) – amerykański polityk, członek Partii Republikańskiej.

## Działalność polityczna
W okresie od 3 stycznia 1981 do 3 stycznia 1983 przez jedną kadencję był przedstawicielem 3. okręgu wyborczego w stanie Nowy Jork w Izbie Reprezentantów Stanów Zjednoczonych.